# Nomada tibialis
Nomada tibialis är en biart som beskrevs av Cresson 1865. Nomada tibialis ingår i släktet gökbin, och familjen långtungebin. Inga underarter finns listade i Catalogue of Life.